# Robert Lefkowitz
Robert J. Lefkowitz (sinh ngày 15 tháng 4 năm 1943), là một nhà y học nổi tiếng người Mỹ nổi tiếng với thụ thể bắt cặp với protein G. Ông hiện đang làm việc trung tâm y khoa Đại học Duke. Tháng 10 năm 2012, ông được trao giải Nobel hóa học năm 2012 cùng với Brian Kobilka. Theo Viện hàn lâm khoa học hoàng gia Thụy Điển, nghiên cứu của hai nhà khoa học này đã làm sáng tỏ cách mà hàng tỉ tế bào trong cơ thể chúng ta cảm giác và phản ứng với môi trường xung quanh.
Công trình của hai nhà khoa học này có ý nghĩa lớn trong việc tạo ra các thuốc trị bệnh tim, Parkinson và chứng đau nửa đầu.
Robert J. Lefkowitz sinh ra vào ngày 15 tháng 4 năm 1943 tại Thành phố New York trong gia đình Do Thái. Sau khi tốt nghiệp trường trung học khoa học Bronx, ông đã theo học Columbia College và nhận được bằng cử nhân năm 1962. Ông tốt nghiệp bằng bác sĩ tại Đại học Columbia ngành bác sĩ và bác sĩ phẫu thuật trong năm 1966. Ông hoàn tất nghiên cứu y học về các bệnh tim mạch trong thời gian làm việc tại Bệnh viện đa khoa Massachusetts thuộc Đại học Harvard từ năm 1970 đến năm 1973.
Năm 1982, Robert J. Lefkowitz được phong làm giáo sư Y khoa tại Trường Đại học Duke (Mỹ). Ông cũng giữ học hàm giáo sư Sinh hóa.
Giáo sư Tiến sĩ Robert J. Lefkowitz từng đạt nhiều giải thưởng danh giá về y khoa, bao gồm Giải thành tựu nghiên cứu của Hiệp hội Tim mạch Mỹ (2009) và Huân chương Khoa học Quốc gia (2007).
Robert J. Lefkowitz chuyên nghiên cứu về di truyền. Ông được biết nhiều về nghiên cứu miêu tả đặc tính cụ thể của cấu trúc và chức năng của thụ thể β-adrenergic và các thụ thể liên quan khác.